# Maître au perroquet

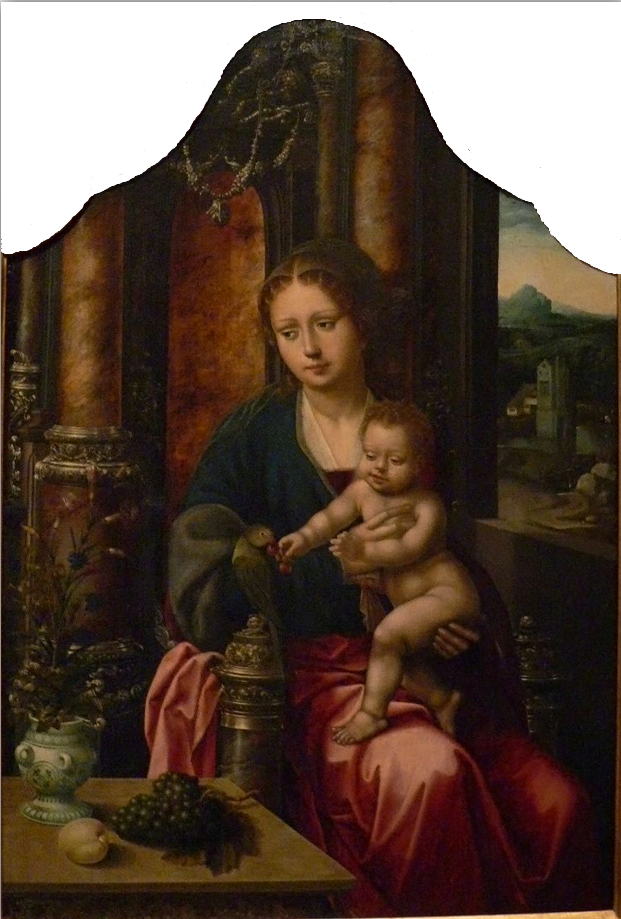
Maître au perroquet, Vierge à l'Enfant, Museum of Art, San Diego.

Le Maître au perroquet est le nom donné à un peintre actif à Anvers pendant la première moitié du XVIe siècle. On doit cette appellation à l'oiseau représenté sur certaines de ses peintures. En 2017, il est identifié comme étant Cornelis Bazelaere, mentionné dans les registres de la Guilde d’Anvers en 1523.

## Découverte
C'est en 1906, dans un article consacré à la collection des peintures flamandes et hollandaises de la galerie von Kauffmann de Berlin, que l'historien d'art Max Jakob Friedländer cite pour la première fois ce peintre :
« Une imposante Madonna, due probablement à un peintre flamand et exécutée vers 1530, nous permettra je pense d'ajouter un nouveau maître au livre d'or de la peinture néerlandaise, mais un maître dont il y a peu d'espoir de découvrir jamais le nom, et que nous désignerons comme le « Maître au Perroquet », parce qu'il a donné cet oiseau exotique et bigarré, comme jouet ou comme camarade de jeu à Jésus-Enfant. »
La Madonna évoquée est aujourd'hui conservée au Musée d'art de San Diego (voir illustration ci-contre).

## Style
Le style du Maître au perroquet est assez proche de celui du Maître des demi-figures féminines et de celui de Pieter Coecke van Aelst, tous deux suiveurs de Joos van Cleve.

## Œuvres
- Sainte Marie Madeleine, détrempe et huile sur panneau, 42,5 × 31 cm, Museu Nacional d'Art de Catalunya, Barcelone, inv. 024188-000 (fig. 1).[réf. 1]
- Suicide de Lucrèce, huile sur panneau, 41,5 x 32,5 cm, Rijksmuseum, Amsterdam, inv. SK-A-3225 (fig. 2).[réf. 2]
- Vierge à l'Enfant, huile sur panneau, 103,82 x 69,85 cm, The San Diego Museum of Art, San Diego, inv. 1943.21 (fig. 3).[réf. 3]
- Vierge à l'Enfant, huile sur panneau, 44,45 x 31,75 cm, Harvard University Art Museums, Cambridge, inv. 1930.182.[réf. 4]
- Vierge à l'Enfant, huile sur panneau, 21 x 15,5 cm, Musée des beaux-arts, Strasbourg, inv. [réf. 5]
- Vierge à l'Enfant, huile sur panneau, 85 × 58 cm, Musée des beaux-arts, Quimper, inv. 873-1-25.[réf. 6]
- Vierge à l'Enfant, huile sur panneau de chêne, 36,6 x 29,6 cm, Musée royal d'art ancien, Bruxelles, inv. 6247.[réf. 7]
- Sainte famille, Musée des Beaux-Arts, Séville[3].

## Galerie

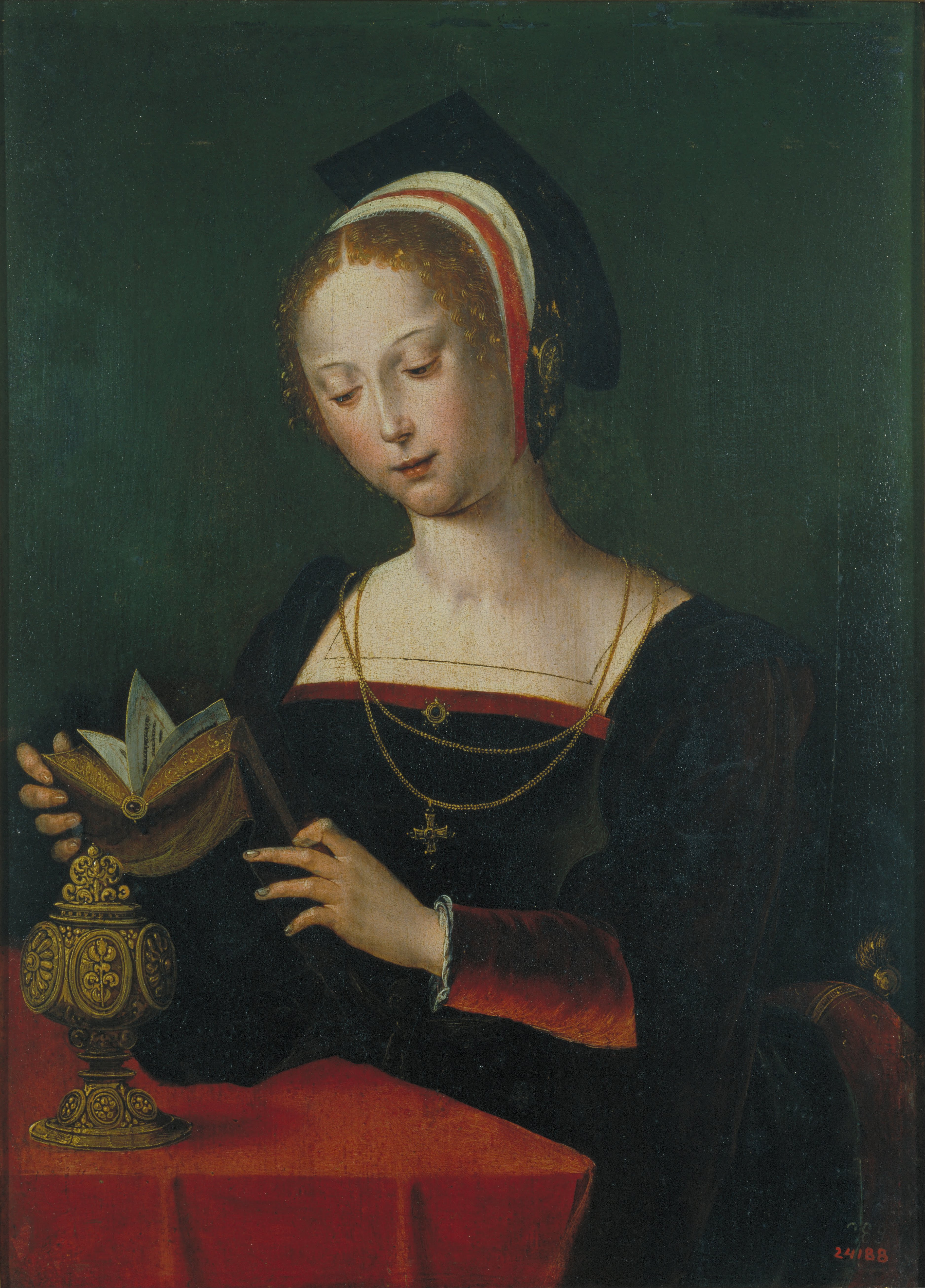
1. Sainte Marie Madeleine, Museu Nacional d'Art de Catalunya, Barcelone.
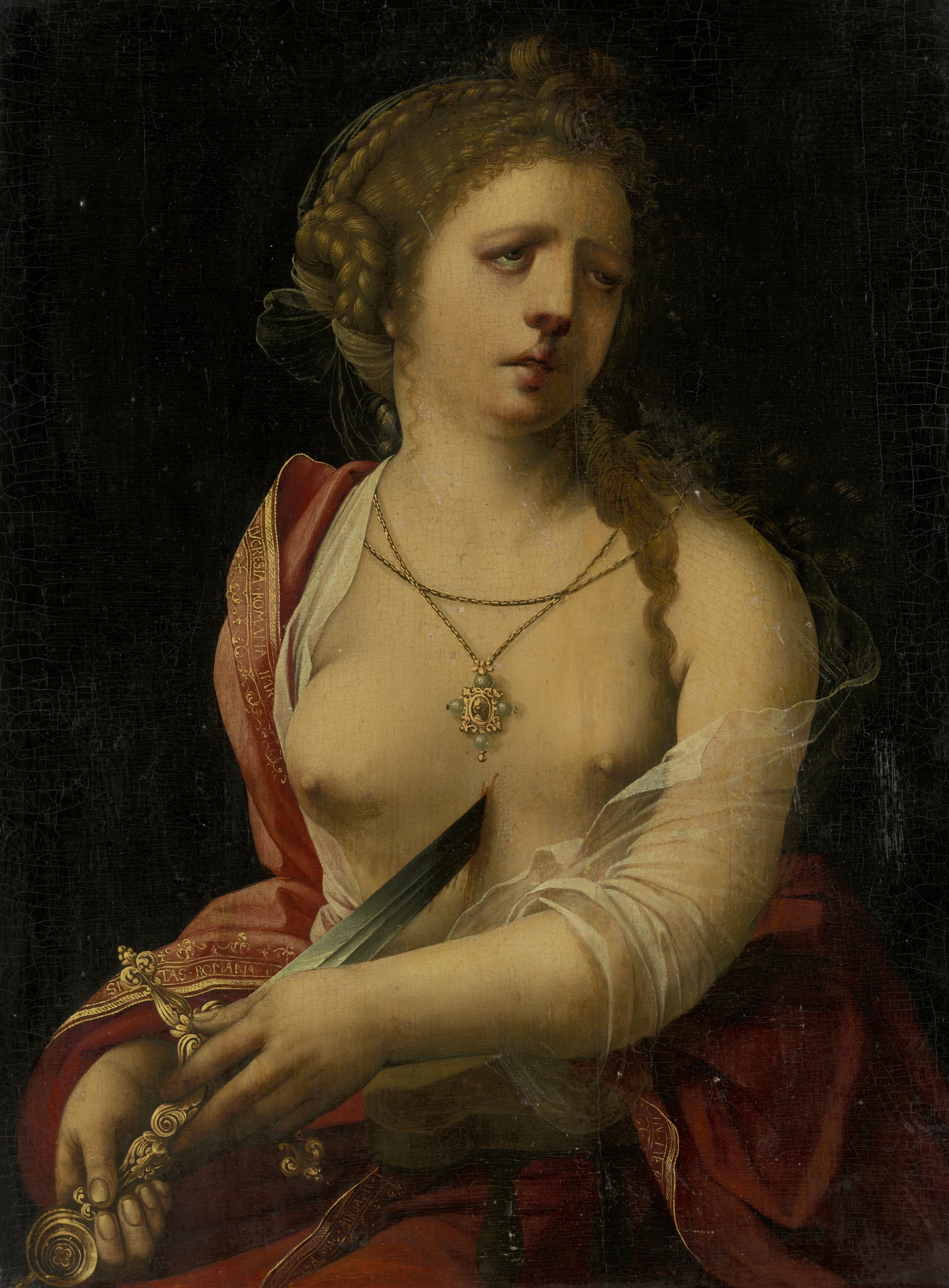
2. Suicide de Lucrèce, Rijksmuseum, Amsterdam.
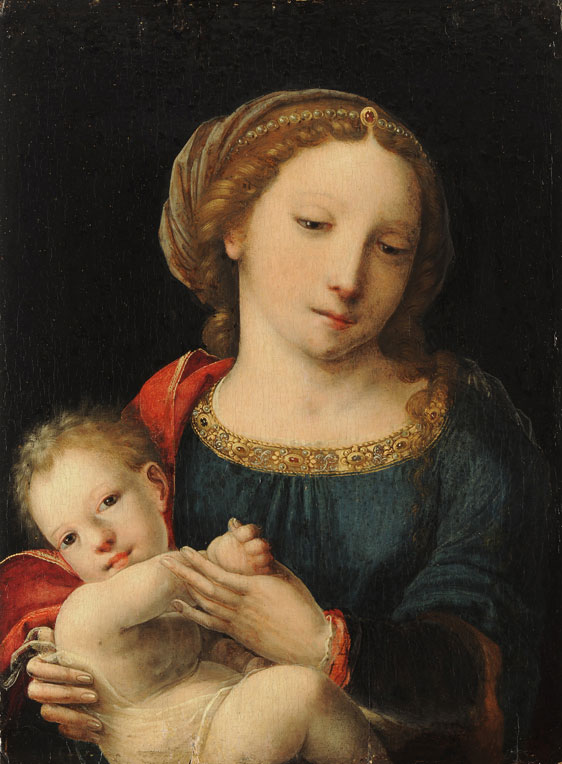
3. Vierge à l'Enfant, Musée des Beaux-Arts, Strasbourg.